# Adrien Filez
Adrien Filez (Tourcoing, 27 agosto 1885 – 15 ottobre 1965) è stato un calciatore francese, di ruolo attaccante.

## Carriera

### Nazionale
Venne convocato dalla Nazionale francese B che partecipò ai Giochi olimpici del 1908, disputò l'unica partita giocata dalla sua Nazionale in quell'edizione.